# Ipodoryctes maculatus
Ipodoryctes maculatus är en stekelart som beskrevs av Belokobylskij, Iqbal och Austin 2004. Ipodoryctes maculatus ingår i släktet Ipodoryctes och familjen bracksteklar. Inga underarter finns listade i Catalogue of Life.